# تپه ده‌نو
تپه ده نو مربوط به دوره اشکانیان - دوران‌های تاریخی پس از اسلام است و در شهرستان نهاوند، بخش خزل، روستای ده نو واقع شده و این اثر در تاریخ ۲۴ اسفند ۱۳۸۳ با شمارهٔ ثبت ۱۱۴۳۵ به‌عنوان یکی از آثار ملی ایران به ثبت رسیده است.